# Themistoclesia flexuosa
Themistoclesia flexuosa är en ljungväxtart som beskrevs av J.L. Luteyn. Themistoclesia flexuosa ingår i släktet Themistoclesia och familjen ljungväxter. Inga underarter finns listade i Catalogue of Life.